# Monteiroa
Monteiroa es un género con nueve especies de fanerógamas perteneciente a la familia  Malvaceae.

## Especies
| - Monteiroa bullata - Monteiroa catharinensis - Monteiroa dusenii - Monteiroa glomerata - Monteiroa leitei | - Monteiroa ptarmicaefolia - Monteiroa ptarmicifolia - Monteiroa smithii - Monteiroa triangularifolia |